# جوگین (کنارک)
جوگین یک روستا در ایران است که در استان سیستان و بلوچستان واقع شده‌است. جوگین ۲۹ نفر جمعیت دارد.